# (3290) Azabu
(3290) Azabu ist ein Asteroid des Hauptgürtels, der am 19. September 1973 vom niederländischen Astronomen Cornelis Johannes van Houten am Mount Palomar entdeckt wurde.
Die Benennung erfolgte nach dem ehemaligen Ort des Tokioter Observatoriums Azabu.